# HD 90508
HD 90508 ( eller HR 4098) är en dubbelstjärna i den mellersta delen av stjärnbilden Stora björnen. Den har en skenbar magnitud av ca 6,45 och är mycket svagt synlig för blotta ögat där ljusföroreningar ej förekommer. Baserat på parallax enligt Gaia Data Release 2 på ca 43,5 mas, beräknas den befinna sig på ett avstånd på ca 75 ljusår (ca 23 parsek) från solen. Den rör sig närmare solen med en heliocentrisk radialhastighet på ca -7 km/s.

## Egenskaper
Primärstjärnan HD 90508 A är en solliknande gul till vit stjärna i huvudserien av spektralklass G0 V och är en mycket gammal stjärna som närmar sig att lämna huvudserien. Den har en massa som är ca 0,86 solmassor, en radie som är ca 1,1 solradier och har ca 1,3 gånger solens utstrålning av energi från dess fotosfär vid en effektiv temperatur av ca 5 700 K.
Mycket lite stoft återstår i stjärnsystemet, därför ljuset från HR 4098 är en av standarderna för ickepolariserad emission, med polarisation som är mindre än 0,2 procent i alla våglängdsband. Till skillnad från majoriteten stjärnor i spektralklass G har HD 90508 A en direkt korrelation mellan ljusstyrka och stjärnaktivitet, ett beteendet som delas med HD 88986 och solen.
Mycket lite är känt om följeslagaren, som kan vara en dvärgstjärna av spektralklass K eller M. Omloppsbanan är vid och högst osäker på grund av den långa omloppsperioden (590 ± 208 år)och banlutningen (81,4 ± 3,5°). Dubbelstjärnans komponenter har en projicerad separation av 3,466 bågsekunder.